# Wilhelmina Beck-Friis
Wilhelmina Beck-Friis, född Staël von Holstein den 5 september 1725, död 22 september 1786 i Stockholm, var en svensk tecknare.
Hon var dotter till översten Otto Vilhelm Staël von Holstein och Elisabet Stuart och från 1745 gift med greve Joachim Beck-Friis. Som tecknare utförde hon teckningar och exlibris. Bland hennes bevarade teckningar finns en minutiöst avbildning av Börringe kloster.